# Greg Hetson
Greg Hetson (ur. 29 czerwca 1961 Brooklyn, Nowy Jork) – amerykański gitarzysta związany z zespołami Circle Jerks i Bad Religion. W wieku 2 lat zamieszkał z rodziną w Los Angeles. W 1978 roku założył swój pierwszy zespół Red Kross z byłym wokalistą Black Flag Ronem Reyesem. Rok później opuścił ten zespół, by założyć Circle Jerks z innym byłym wokalistą Black Flag, Keithem Morrisem. Wkrótce wydali swój debiut Group Sex i wystąpili w filmie dokumentalnym The Decline of Western Civilization wraz z innymi punkrockowymi zespołami z Los Angeles. W Circle Jerks udziela się do dziś (z przerwami 1989–1994 i 1996–2001).
W 1982 Greg został uwzględniony na debiutanckiej płycie Bad Religion How Could Hell Be Any Worse?, gdzie zagrał w jednej z piosenek. Pierwszy pełny album Hetsona z Bad Religion to Back to the Known z 1984 roku, na którym zespół powrócił do punkrockowych korzeni po słabo przyjętej płycie Into the Unknown (1983). Po wydaniu tego albumu Bad Religion przerwał działalność.
W 1987, Hetson reaktywował zespół z powrotem i wydali album Suffer, który został dobrze przyjęty na rynku. W tym czasie dzielił czas pomiędzy Bad Religion i Circle Jerks. Kiedy w 1989 ci ostatni zawiesili działalność Hetson nagrał z Bad Religion płyty: No Control, Against the Grain, Generator i kilka innych. W 1994 roku ponownie zaczął grać razem z Keithem Morrisem w Circle Jerks, jednak Bad Religion traktuje jako swój najważniejszy zespół.
W 2006 roku brał udział w projekcie muzycznym Black President.